# Zunderkopf
De Zunderkopf is een berg in de deelstaat Beieren, Duitsland. De berg heeft een hoogte van 1611 meter.
De Zunderkopf is onderdeel van het Estergebergte, dat weer deel uitmaakt van de Bayerische Voralpen.